# Araguaiana
Araguaiana es un municipio brasileño del estado de Mato Grosso. Se localiza a una latitud 15º44'02" sur y a una longitud 51º49'53" oeste, a una altitud de 269 metros. Su población estimada en 2016 era de 3.059 habitantes.
Posee un área de 6438,12 km².